# Europawahl in Belgien 2004
Die Europawahl in Belgien 2004 fand am 13. Juni 2004 statt. Sie wurde im Zuge der EU-weit stattfindenden Europawahl 2004 durchgeführt, wobei in Belgien 24 Sitze im Europäischen Parlament vergeben wurden. Davon entfielen 14 auf das niederländischsprachige Wahlkollegium, 9 auf das französischsprachige und 1 auf das deutschsprachige Wahlkollegium.

## Wahlsystem
Aktiv wahlberechtigt ist jeder Belgier ab Vollendung des 18. Lebensjahres, der seinen Wohnsitz in Belgien oder Briefwahl für die belgischen Wahllisten beantragt hat. Auch Unionsbürger sind unter der zusätzlichen Voraussetzung wahlberechtigt, dass sie in die Wählerliste eingetragen sind. Passiv wahlberechtigt ist jeder Unionsbürger nach Vollendung des 21. Lebensjahres, der seinen Wohnsitz in einem EU-Mitgliedstaat hat und je nach Wahlkollegium die niederländische, französische oder deutsche Sprache beherrscht.
In Belgien besteht Wahlpflicht. Verstöße können mit einer Geldbuße geahndet werden.
Die Wahl ist eine Verhältniswahl, das heißt, jede Partei bekommt Sitze entsprechend ihrem Anteil an den landesweit abgegebenen gültigen Stimmen zugeteilt. Das Wahlgebiet ist in die vier Wahlkreise Flämische Region, Wallonische Region, Deutschsprachige Region und Region Brüssel-Hauptstadt unterteilt.

## Ergebnis
| Partei                                          | Partei                                          | Sprachgruppe                                    | Stimmen                | Stimmen          | Stimmen           | Sitze | +/−   |
| Partei                                          | Partei                                          | Sprachgruppe                                    | Stimmen                | %                | +/−               | Sitze | +/−   |
| ----------------------------------------------- | ----------------------------------------------- | ----------------------------------------------- | ---------------------- | ---------------- | ----------------- | ----- | ----- |
|                                                 | CD&V N-VA                                       | Niederländisch                                  | 1.131.119              | 17,43            | Neu               | 4     | Neu   |
|                                                 | Vlaams Blok                                     | Niederländisch                                  | 930.731                | 14,34            | +4,95             | 3     | +1    |
|                                                 | PS-SP PS SP                                     | Französisch Deutsch                             | 884.104 878.577 5.527  | 13,63 13,54 0,09 | +3,97 +3.95 +0,02 | 4 0   | +1 ±0 |
|                                                 | VLD-VIVANT                                      | Niederländisch                                  | 880.279                | 13,56            | Neu               | 3     | Neu   |
|                                                 | sp.a-SPIRIT                                     | Niederländisch                                  | 716.317                | 11,04            | Neu               | 3     | Neu   |
|                                                 | MR-PFF MR PFF                                   | Französisch Deutsch                             | 679.856 671.422 8.434  | 10,48 10,35 0,13 | +0,33 +0,32 +0.01 | 3 0   | ±0    |
|                                                 | CDH-CSP CDH CSP                                 | Französisch Deutsch                             | 384.475 368.753 15.722 | 5,92 5,68 0,24   | +0,75 +0,73 +0,02 | 2 1   | ±0    |
|                                                 | Groen!                                          | Niederländisch                                  | 320.874                | 4,94             | −2.52             | 1     | −1    |
|                                                 | Ecolo                                           | Französisch Deutsch                             | 243.567 239.687 3.880  | 3,75 3,69 0,06   | −4,79 −4,75 −0,04 | 1 0   | −2 ±0 |
|                                                 | FN                                              | Französisch                                     | 181.351                | 2,79             | +1.27             | 0     | ±0    |
|                                                 | PTB+/PVDA+ PTB+ PVDA+                           | Französisch Niederländisch                      | 44.452 19.645 24.807   | 0,68 0,30 0,38   | +0,33 +0,30 +0.03 | 0     | ±0    |
|                                                 | FNB                                             | Französisch                                     | 26.775                 | 0,41             | +0.01             | 0     | ±0    |
|                                                 | R.W.F.                                          | Französisch                                     | 23.090                 | 0,36             | Neu               | 0     | Neu   |
|                                                 | CDF                                             | Französisch                                     | 19.718                 | 0,30             | Neu               | 0     | Neu   |
|                                                 | LSP                                             | Niederländisch                                  | 14.166                 | 0,22             | Neu               | 0     | Neu   |
|                                                 | MAS                                             | Französisch                                     | 5.675                  | 0,09             | Neu               | 0     | Neu   |
|                                                 | PDB-PJU                                         | Deutsch                                         | 3.442                  | 0,05             | Neu               | 0     | Neu   |
| Gültige Stimmen                                 | Gültige Stimmen                                 | Gültige Stimmen                                 | 6.489.991              | 94,63            |                   |       |       |
| Ungültige Stimmen                               | Ungültige Stimmen                               | Ungültige Stimmen                               | 367.995                | 5,37             |                   |       |       |
| Abgegebene Stimmen                              | Abgegebene Stimmen                              | Abgegebene Stimmen                              | 6.857.986              | 100,00           |                   | 24    | −1    |
| Anzahl der Wahlberechtigten und Wahlbeteiligung | Anzahl der Wahlberechtigten und Wahlbeteiligung | Anzahl der Wahlberechtigten und Wahlbeteiligung | 7.552.240              | 90,81            |                   |       |       |

### Nach Sprachgruppe
| Europawahl in Belgien 2004Niederländische Sprachgruppe %3020100 28,223,221,917,88,00,60,4keine CDV/NVAaVBVLD- VIVANTsp.a-SPIRITdGroen!ePVDALSPSonst.Gewinne und Verlusteim Vergleich zu 2004 %p 10 8 6 4 2 0 −2 −4 −6−5,7+8,1± 0,0+3,6−4,0± 0,0+0,4−3CDV/NVAVBVLD- VIVANTsp.a-SPIRITGroen!PVDALSPSonst.Anmerkungen:a 1999 CDV als CVP und NVA als VUd 1999 sp.a als SP und Spirit als VUe 1999 Agalev | Europawahl in Belgien 2004Französische Sprachgruppe %403020100 36,127,615,29,87,51,11,00,80,2keine PSMRcdhEcoloFNFNBRWFCDFPTBMASSonst.Gewinne und Verlusteim Vergleich zu 2004 %p 12 10 8 6 4 2 0 −2 −4 −6 −8−10−12−14+10,3+0,6+1,9−12,9+3,4± 0,0+1,0+0,8+0,2−6PSMRcdhEcoloFNFNBRWFCDFPTBMASSonst. | Europawahl in Belgien 2004Deutsche Sprachgruppe %50403020100 42,522,814,910,59,3keine CSPPFFSPEcoloPJU-PDBeSonst.Gewinne und Verlusteim Vergleich zu 2004 %p 6 4 2 0 −2 −4 −6 −8+6,0+3,2+3,5−6,5−2,7−3,5CSPPFFSPEcoloPJU-PDBSonst.Anmerkungen:e 1999: PDB und Juropa getrennt. |